# 瑙魯簽證政策
外籍人士若要入境瑙鲁，需要出示该国签证后才能入境，除非该国公民具备免签资格。根据规定，旅客护照的有效期不得少于6个月。

## 签证政策地图

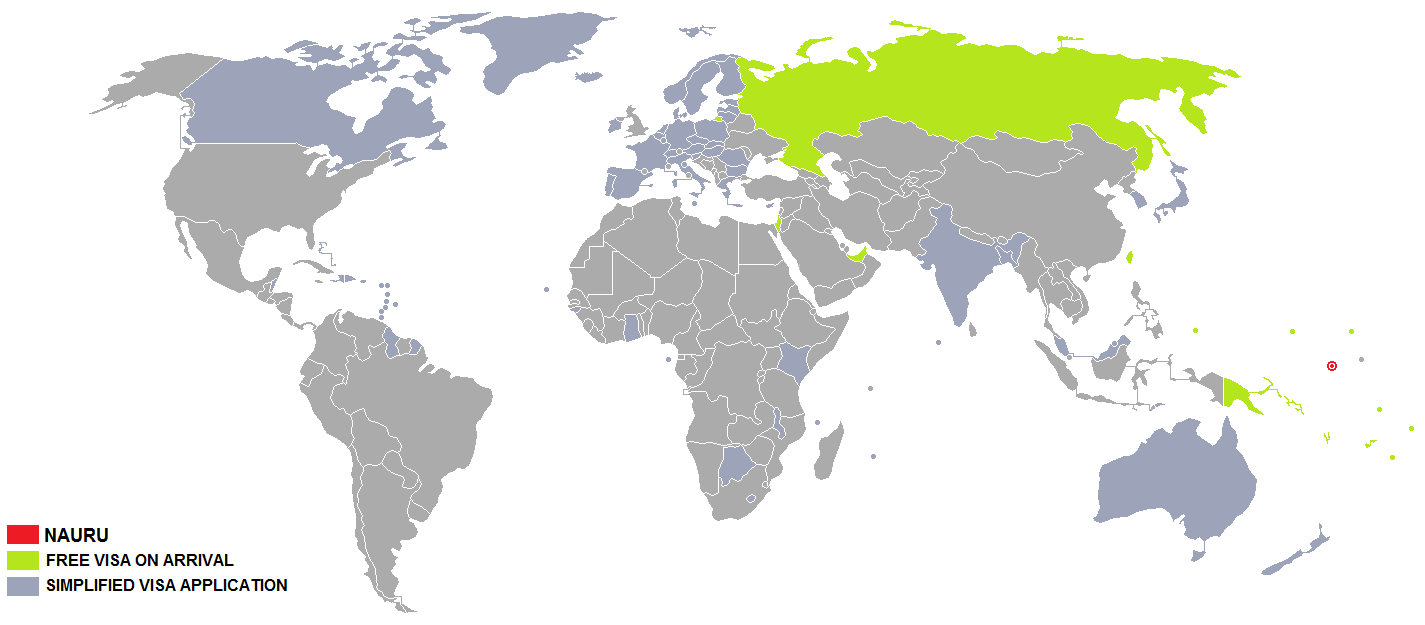
Visa policy of Nauru

## 签证类型
瑙鲁的签证有旅游签证（申请费100澳元，可停留1个月）和商务签证（申请费500澳元，一般可停留1年）两种，不过过境瑙鲁无需签证，但需提供联程机票和前往目的国（地区）的有效签证。

## 免签证
以下国家和地区的公民，可以免签证入境瑙鲁：
14天
- [2]

瑙鲁已于2014年9月与 俄羅斯签订了免签协议，但尚未批准。
30天
- 以色列[4]
- 基里巴斯[5]
- 马绍尔群岛[6]
- 中華民國[7]
- [8]

## 落地签证
以下国家和地区的公民，可以办理落地签证入境瑙鲁（需要以游客身份入境，且需要出示酒店预订证明）：
| - 安地卡及巴布達 - 巴哈马 - 喀麦隆 - 加拿大 - 賽普勒斯 - 多米尼克 - 斐济 - 格瑞那達 - 印度 - 牙买加 - 賴索托 - 马拉维 - 马来西亚 - 馬爾地夫 - 馬爾他 - 模里西斯 | - 密克羅尼西亞聯邦 - 莫桑比克 - 纳米比亚 - 新西兰 - 奈及利亞 - 巴基斯坦 - 帛琉 - 萨摩亚 - 塞舌尔 - 新加坡 - 所罗门群岛 - 南非 - 斯里蘭卡 - 圣基茨和尼维斯 - 圣卢西亚 - 坦桑尼亚 - 千里達及托巴哥 - 乌干达 - 英国 - 尚比亞 |  |

## 记者签证
2014年初，瑙鲁政府决定，所有前往瑙鲁拘留中心的国外记者，需要申请记者签证，申请费8000澳元，可停留3个月。